# Shinrei Tantei Yakumo
Shinrei Tantei Yakumo (jap. 心霊探偵 八雲, dt. „Geisterdetektiv Yakumo“) ist eine Light-Novel-Reihe des Autors Manabu Kaminaga und des Zeichners Akatsuki Katō, die von 2004 bis 2020 in Japan erschien. Sie wurde in mehreren Fernsehserien, Mangas und anderen Romanen adaptiert und ist auch unter ihrem internationalen Titel Psychic Detective Yakumo bekannt.

## Inhalt
Der Student Yakumo Saitō wurde mit einer besonderen Fähigkeit geboren: sein rotes linkes Auge verleiht ihm die Fähigkeit, Geister zu sehen. Dies ist zwar oft eine Belastung für ihn, doch hat er es als seine Aufgabe akzeptiert, die Seelen zu erlösen und zu ihrer Ruhe zu verhelfen. Indem er mit den Geistern spricht, will Yakumo den Grund für ihren Verbleib unter den Lebenden herausfinden und ihnen so helfen. 
Meist versteckt Yakumo sein rotes Auge hinter einer Kontaktlinse und hat wenig Kontakte mit anderen. Als seine Kommilitonin Haruka Ozawa ihn darum bittet, sich um eine Freundin zu kümmern, die besessen ist, wird Yakumo mit immer mehr übernatürlichen Herausforderungen konfrontiert.

## Veröffentlichungsgeschichte
Die Light-Novel-Reihe erschien zwischen 2004 und 2020 in Japan beim Verlag Nihon Bungeisha. Sie umfasst insgesamt zwölf Bände. 2007 erschien außerdem ein Sonderband unter dem Titel Secret Files Kizuna von den gleichen Autoren. 
Eine Adaption als Light Novel erscheint seit 2008 bei Kadokawa Shotens Imprint Kadokawa Bunko in bisher sieben Bänden, ebenfalls unter dem Titel Shinrei Tantei Yakumo. Sie wird auch von Manabu Kaminaga geschrieben, die Illustrationen stammen aber von Yasushi Suzuki. Auch zu dieser Reihe erschien ein Sonderband namens Secret Files Kizuna, im Jahr 2009.

## Adaptionen

### Fernsehen
Die Buchreihe wurde 2006 erstmals für das Fernsehen adaptiert, als Dorama. Bei der Produktion der 13 Folgen führten Kiyoshi Yamamoto und Kōtarō Terauchi Regie. TV Tokyo strahlte die Serie vom 3. März bis zum 26. Juni 2006 in Japan aus. 
2010 folgte eine Adaption als Animeserie durch Studio Bee Train. Diese wurde vom 3. Oktober bis zum 26. Dezember 2010 auf NHK BS2 im Programmblock Eisei Anime Gekijō (衛星アニメ劇場) ausgestrahlt.

### Mangas
Ein erster Manga zur Reihe erschien von 2007 bis 2008 bei Hakusensha im Magazin Hana to Yume. Autor war wieder Manabu Kaminaga und die Zeichnungen stammten von Ritsu Miyako. Die Kapitel wurden in zwei Sammelbänden herausgebracht und auch ins Chinesische übersetzt.
Eine zweite Manga-Adaption wurde von 2009 bis 2016 von Kadokawa Shoten im Magazin Asuka veröffentlicht. Manabu Kaminagas Geschichte wird dabei von Suzuka Oda zeichnerisch umgesetzt. Ab April 2015 pausierte die Serie, da Oda Mutterschaftsurlaub nahm. Im Juni 2016 wurde schließlich das letzte Kapitel des Mangas herausgegeben. Der 13. Band verkaufte sich in Japan in den ersten beiden Wochen etwa 27.000 mal.
Bei Tokyopop erschien der Manga von Juli 2011 bis Juni 2017 vollständig auf Deutsch. Eine portugiesische Übersetzung wurde von Panini Comics in Brasilien herausgebracht.